# Arado Ar 81
L'Arado Ar 81 era un bombardiere in picchiata monomotore biplano realizzato dall'azienda tedesca Arado Flugzeugwerke GmbH negli anni trenta e rimasto allo stadio di prototipo.
Realizzato per rispondere alla richiesta del Reichsluftfahrtministerium (RLM) venne scartato in favore dello Junkers Ju 87 Stuka e perciò ne venne sospeso lo sviluppo.

## Storia

### Sviluppo
Nel 1936 l'RLM emise una specifica per la fornitura di un nuovo velivolo ad alte prestazioni da impiegare nella cooperazione con i reparti dell'Heer. Tra le caratteristiche la configurazione monomotore e la necessità di effettuare azioni di bombardamento in picchiata con un carico bellico fino a 500 kg. Al bando si presentarono quattro aziende tedesche, l'Arado Flugzeugwerke con il suo Ar 81, l'Hamburger Flugzeugbau (divisione aeronautica della Blohm & Voss) con il suo Ha 137, l'Ernst Heinkel Flugzeugwerke AG con l'He 118 e la Junkers con lo Ju 87.
Come da prassi venne richiesto di fornire tre prototipi ai quali venne assegnata la designazione V seguito dal numero progressivo dell'esemplare. L'Arado propose un modello dotato di configurazione alare biplana e diversificò la configurazione dei tre esemplari modificandone la coda, nei due Ar 81 V1  (D-UJOX) e V2 (D-UPAR) dotandole di impennaggio a doppia deriva per liberare il campo d'azione del mitragliere posteriore, nel terzo, l'Ar 81 V3  (D-UDEX), ritornando invece ad una soluzione tradizionale monoderiva.

## Utilizzatori
Germania
- Luftwaffe